# Sabri Jiryis
Sabri Jiryis (Fassuta, Palestina bajo mandato Británico 1938-) es un escritor, abogado y prominente pacifista palestino. Nació en 1938 en la aldea cristiana de Fassuta en la Palestina bajo mandato Británico (actual distrito Norte de Israel desde su conquista en 1948). También se le conoce como Sabri Jaris, Sabri Geries y Sabri Jirais. Se graduó en la Facultad de Leyes de la Universidad Hebrea. En 1966 se publicó en hebreo la primera edición de su libro Los árabes en Israel.
En 1975 Yasir Arafat envió a Jiryis con Isam Sartawi (1935-1983) para abrir una oficina de representación del pueblo palestino en Washington D. C..
Ambos mantuvieron una serie de reuniones, entre otros con personas importantes en grupos de judíos estadounidenses en Nueva York y Washington D. C.. 
Rabbi Max Ticktin y Arthur Waskow (ambos miembros de Breira) estaban entre los cinco judíos estadounidenses presentes en la reunión en Washington. 
De acuerdo con algunas fuentes, cuando Jiryis y Sartawi estaban por llevar a cabo una conferencia de prensa para anunciar el establecimiento de la nueva oficina palestina, el entonces secretario de Estado Henry Kissinger —trabajando en coordinación con el primer ministro Yitzhak Rabin— envió al FBI al hotel Capitol Hilton para arrestar y deportar a Sartawi y Jiryis.
En esa misma época se encontraron en París durante meses con los israelíes Uri Avneri, Arie Eliav y el general Mattiyahu Peled.
En 1983 Sartawi fue asesinado en Portugal.
En 1977, Jiryis —como miembro del Concejo Nacional de Palestina— escribió:

En ciertas circunstancias, los palestinos pueden buscar asentarse en el área que comparten con Israel. Pero no están preparados para firmar un acuerdo que reconozca la legitimidad del sionismo. Ningún árabe palestino podría aceptar jamás como legítima una doctrina que lo excluye de la mayor parte de su patria (sólo porque él es un árabe musulmán o un árabe cristiano), mientras que se supone que cualquier persona de religión judía de cualquier lugar del mundo puede venir a asentarse en Palestina. Somos realistas, y reconocemos la existencia de un estado judío en Palestina, y —a la hora de buscar dónde asentarnos— tomamos en cuenta ese hecho. Pero esto no significa que aprobamos las tendencias exclusivistas y expansionistas del sionismo.
Jiryis, Revista de Estudios Palestinos, 1977

En 1982, durante la Guerra del Líbano, la biblioteca y los archivos del Centro Palestino de Investigación Histórica fueron robados por fuerzas israelíes, pero en noviembre de 1983 fueron devueltos a la OLP en intercambio con prisioneros israelíes.
En febrero de 1983 una bomba destruyó el Centro. Entre los muertos estaba la esposa de Jiryis.
En julio de 1983 Jiryis se exilió en Nicosia (Chipre). 
En 1995, gracias a los acuerdos de Oslo, retornó a Israel.

## Secuestro de su hermano
El 7 de enero de 2006 se enteró de que su hermano Jiryis Jiryis (57), residente de su aldea natal Fassuta (en el oeste de Galilea, al norte de Israel), había sido arrestado el 12 de diciembre de 2005. El arresto fue mantenido en secreto por el censor militar israelí hasta que una corte judicial municipal de Acre aceptó el pedido del periódico Haaretz de levantar la prohibición de la publicación de este asunto. El servicio de seguridad Shin Bet y la policía sostenían que Jiryis Jiryis había sido reclutado por la inteligencia iraní durante una estadía en Chipre.
El escritor Sabri Jiryis, actuando como abogado de su hermano, denunció que no había ninguna prueba para sostener esa sospecha.
Jiryis dijo que los servicios de seguridad habían seguido a su hermano durante nueve meses, y que durante su interrogatorio se le había presentado una grabación de una llamada de teléfono donde se oía que Jiryis Jiryis rechazaba el ofrecimiento de asistencia de parte de los agentes iraníes.
Jiryis explicó al periódico Haaretz: «Mi hermano es un hombre muy secular, afiliado a la corriente centrista de la OLP, y cree en los diálogos de paz y en que la solución del problema entre estas dos naciones [Israel y Palestina] es un estado para cada una. […] Lo que [Israel] está tratando de adjudicarle contradice completamente la visión política de mi hermano. […] Durante su detención, la policía retiró los cargos por espionaje que inicialmente le atribuían».

## Artículos en publicaciones (parcial)
- Jiryis, Sabri: Recent Knesset Legislation and the Arabs in Israel, en Journal of Palestine Studies,  1, n.º 1  (otoño 1971), p. 53-67.
- Jiryis, Sabri: The Legal Structure for the Expropriation and Absorption of  Arab Lands in Israel, en Journal of Palestine Studies,  2, n.º 4 (verano 1973), p. 82-104.
- Jiryis, Sabri: No Peace in Israel, entrevista en Journal of Palestine Studies, 4, n.º 4 (verano 1975), p. 26-40.
- Jiryis, Sabri: On Political Settlement in the Middle East: The Palestinian  Dimension en Journal of Palestine Studies, 7, n.º 1 (otoño 1977), p. 3-25.
- Jiryis, Sabri: Israeli Rejectionism en Journal of Palestine Studies, 8, n.º 1 (otoño 1978), p. 61-84.
- Jiryis, Sabri: The Arab World at the Crossroads: The Opposition to Sadat, en Journal of Palestine Studies, 7, n.º 2 (invierno 1978), p. 26-61.
- Jiryis, Sabri: The Arabs in Israel, 1973-79, en Journal of Palestine Studies, 8, n.º 4 (verano 1979), p. 31-56.
- Jiryis, Sabri:  Secrets of State: An Analysis of the Diaries of Moshe Sharett,  en Journal of Palestine Studies, 10, n.º 1 (otoño 1980), p. 35-57.
- Jiryis, Sabri:  Domination by the Law, en Journal of Palestine Studies, 11, n.º 1 (otoño 1981), p. 67-92.
- Jiryis, Sabri:  Forty Years since the Seizure of Palestine, en Journal of Palestine Studies, 18, n.º 1 (otoño  1988), p. 83-95.